# 豆卢宁
豆盧寧（504年—565年4月19日），字永安，又称慕容宁，昌黎郡徒河县（今辽宁省锦州市）人，北魏、西魏、北周官员，西魏十二大将军之一。

## 生平
豆卢宁的祖先本姓慕容氏，是后燕北地王慕容精的后裔。高祖慕容胜在皇始初年归附北魏，出任长乐郡太守，获赐姓豆卢氏，也有人说是因为避难改姓。豆卢宁的父亲豆卢长是柔玄镇将，有威严，被时人称颂。武成初年，因为豆卢宁的功勋，豆卢长被追赠为柱国大将军、少保、涪陵郡公。
豆卢宁年轻时勇猛果敢，有志气，身高八尺，容貌俊美，善于骑马射箭。永安元年（528年），太宰元天穆在淮南征讨南梁，豆卢宁出任别将跟随征讨。永年年间，豆卢宁出任别将跟随尔朱天光进入关中，加都督。因为击败万俟丑奴的功劳，豆卢宁获赐爵灵寿县男。永熙元年（532年），豆卢宁补任子都督，出任桑郡太守，补任都督。豆卢宁曾经和梁仚定在平涼川相遇，两人一起练习射箭。豆卢宁在百步以外悬挂莎草以射击，七箭中了五箭。梁仚定佩服豆卢宁的才能，送给他丰厚的财物。尔朱天光战败后，侯莫陈悦反叛，宇文泰讨伐侯莫陈悦，豆卢宁和李弼率领部众于永熙三年（534年）归附宇文泰。
永熙三年（534年），魏孝武帝西关中，豆卢宁因有因奉迎的功劳，获封河阳县伯，增加食邑三百户。大统元年（535年），豆卢宁出任前将军、太中大夫，进爵为侯，增加食邑总计九百户。豆卢宁又升任显州刺史、显州大中正，很快加抚军将军、银青光禄大夫，进爵为公，增加食邑五百户。豆卢宁又转任镇军将军、金紫光禄大夫，跟随宇文泰俘虏窦泰，收复弘农，参加沙苑之战，出任武卫将军，兼任大都督。大统四年（538年），豆卢宁参与河桥之战，因军功升任车骑大将军、仪同三司，增加食邑八百户。大统五年（539年），朝廷追论豆卢宁在沙苑之战的战功，加封食邑总计二千户。豆卢宁不久又出任北华州刺史，在北华州没多久，就以清廉公平著称，又加散骑常侍。大统七年（541年）三月，豆卢宁跟随于谨在上郡击败稽胡首领刘平伏。大统七年（541年），梁仚定反叛，朝廷任命豆卢宁为军司，监督陇右诸军事。叛军被平定后，豆卢宁进位侍中、使持节、骠骑大将军、开府仪同三司。大统九年（543年），豆卢宁跟随宇文泰前往迎接高仲密，与东魏军队在邙山交战，升任右卫将军，进爵为范阳郡公，增加食邑四百户。大统十六年（550年），豆卢宁加大将军，同年二月，宕昌王梁弥定被族人梁獠甘袭击后逃到西魏，梁獠甘自立为王，又勾结羌族酋长傍乞铁匆，傍乞铁匆占据渠株川，拥有部落数千家，和渭州百姓郑五丑煽动羌族诸部起兵反叛，在险要地方设置栅栏十余处。宇文泰命令豆卢宁率领大将军宇文贵、凉州刺史史宁出兵讨伐，将他们平定。魏后元年（551年），朝廷再度任命豆卢宁出任北华州刺史，豆卢宁坚决推辞没有上任。魏恭帝元年（554年），江陵周边的蛮族发生动乱，魏恭帝诏令豆卢宁和蔡祐等人将蛮族讨伐击败。魏恭帝二年（555年），羌族东念姐率领部落反叛，与吐谷浑勾结，成为西魏的边境祸患，朝廷派遣豆卢宁前往讨伐，豆卢宁超过时限没能克敌，朝廷派遣滑州刺史于寔前往讨伐，于是击败了敌人。魏恭帝二年（555年），豆卢宁改封武阳郡公，升任尚书右仆射。同年，南梁王琳派遣部将侯方儿、潘纯陁进攻江陵，十一月，朝廷派遣豆卢宁率领蔡祐、郑永等人讨伐，侯方儿等人逃走。魏恭帝三年（556年），武兴的氐族反叛，围困利州，凤州固道的氐族魏大王也聚集党羽响应，豆卢宁再次将他们讨伐平定。周孝闵帝即位，豆卢宁于当年正月辛丑进位柱国大将军，增加食邑四千户。武成初年，豆卢宁出任同州刺史，延州稽胡郝阿保、郝狼皮率领族人归顺北齐，郝阿保自称丞相，郝狼皮自称柱国，都与部族的分支刘桑德互相呼应，豆卢宁统帅各路军队与延州刺史高琳将他们击败。豆卢宁回军后，于武成元年五月辛亥升任大司寇，九月辛未（559年11月2日），豆卢宁进封楚国公，食邑一万户，另加盐亭县食邑一千户，收取那里的租税。保定四年（564年），豆卢宁出任岐州刺史，恰逢北周东征，豆卢宁抱病登车跟随军队出征。保定五年三月四日（565年4月19日），豆卢宁在同州去世，虚岁六十二，朝廷赠予太保、同鄜等十州诸军事、同州刺史，谥号昭，同年十月庚申（565年11月19日）葬于洪渎川。
豆卢宁起初没有儿子，收养弟弟豆卢永恩的儿子豆卢𪟝，等到豆卢宁生了儿子豆卢赞，亲属都请求让豆卢赞为嗣子。豆卢宁说：“兄弟的儿子，就好像自己亲生的儿子一样，我还挑选什么呢？”豆卢宁于是把豆卢𪟝当做自己的世子，世人因此称赞他。豆卢宁死后，豆卢𪟝继承了爵位。

## 其他
豆卢宁从军三十七年，经历四十二次战斗，笃信佛教，曾修建罗汉寺和会宗寺。

## 家庭

### 兄弟
- 豆卢永恩，北周骠骑大将军、开府仪同三司、陇右总管府长史、沃野敬公

### 子女
- 豆卢勣，隋朝上柱国、夏州总管、楚襄公
- 豆卢赞，北周开府仪同大将军、武阳郡公

## 延伸阅读
[在维基数据编辑]
 《周書·卷19》，出自令狐德棻《周書》
 《北史·卷068》，出自李延壽《北史》